# Le Barachois
Pour les articles homonymes, voir Barachois.

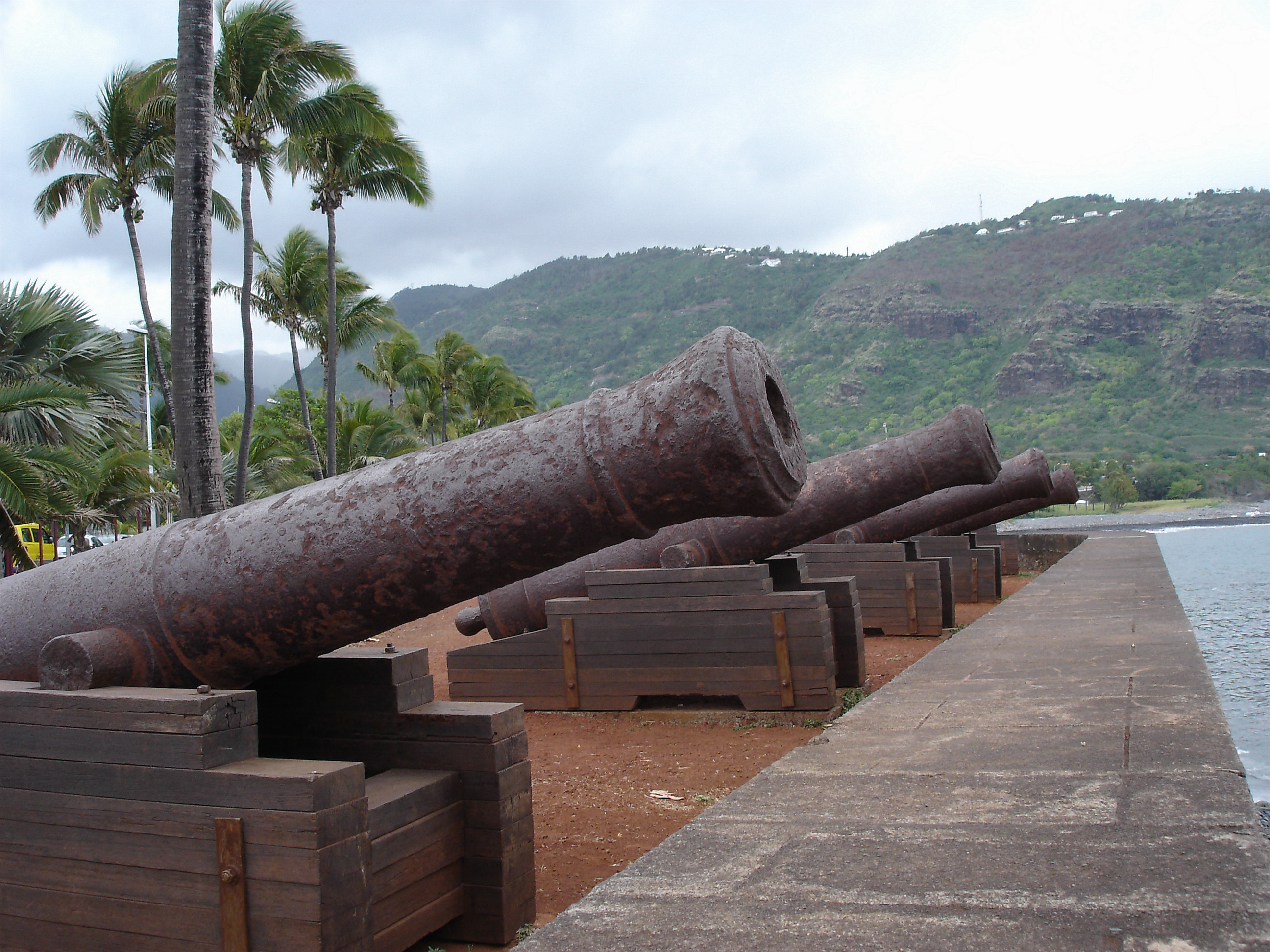
Les canons du Barachois

Le Barachois est le quartier le plus septentrional de Saint-Denis, le chef-lieu de l'île de La Réunion, département d'outre-mer français dans le sud-ouest de l'océan Indien. C'est également le quartier historique à partir duquel la ville s'est développée.

## Étymologie
Le terme « barachois » est utilisé dans certaines parties du monde francophone pour décrire une lagune ou un lagon côtier séparé de l'océan par un banc de sable, l'eau salée pouvant entrer dans ce lagon à marée haute. Barachois étant un nom d'origine basque dont l'étymologie est barratxoa (ou barra txikia), qui signifie « petite barre ».

## Historique
Le 21 mars 1904, l'île subit un cyclone tropical. Les dégats au Barachois sont importants, plusieurs ponts et la halle détruits et arbres ébranchés ou déracinés.

## Équipements actuels

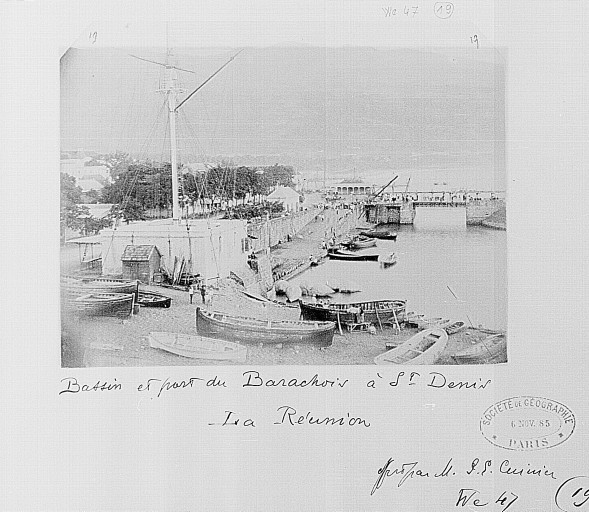
Le port du Barachois peu avant 1885.

Délimitée à l'ouest par des falaises surplombant l'actuelle route du Littoral, la petite baie sur laquelle donne le Barachois a servi autrefois de rade aux navires marchands. Le site est aujourd'hui le siège de plusieurs entreprises et administrations, parmi lesquelles la Préfecture de La Réunion.
De fait, il est centré autour d'un square où trône une statue de Bertrand-François Mahé de La Bourdonnais et que l'on a appelé square Mahé de Labourdonnais en son honneur. En avril 2023, la maire Ericka Bareigts annonce que cette statue, très critiquée pour l'hommage qu'elle rend à un grand colonisateur esclavagiste, va être déboulonnée et installée dans la caserne Lambert. Le square, dont le centre est occupé par des places de parking, planté d'arbres sur le pourtour, dont certains endémiques (lataniers rouges) est un petit havre de paix pour les casse-croûteurs et les amoureux. Comme il jouxte l'Hôtel de la Préfecture, c'est le point d'arrivée des manifestations en tout genre, qui partent généralement du rond-point du Jardin de l'État et descendent la rue de Paris. Depuis le début des années 2000, ce dernier accueille tous les ans un village de Noël à l'approche des fêtes de fin d'année.
Néanmoins, le Barachois est surtout connu pour un équipement que l'on trouve un petit peu plus loin, sur la côte elle-même : sa batterie de canons pointant vers le large depuis la Pointe des Jardins, à partir de laquelle sont mesurées les distances kilométriques séparant l'île du reste du monde. On y trouve par ailleurs une statue de Roland Garros appuyé sur une hélice, hommage à l'aviateur et inventeur réunionnais. Le lieu est aussi apprécié des touristes et des jeunes mariés, qui viennent s'y faire prendre en photo au coucher du soleil. 
Plus à l'est, le Barachois accueille aussi un boulodrome et une piscine en béton datant de 1959. Dessinée par Guy Lejeune, son architecture moderne symbolisait alors le dynamisme du nouveau département. Le bassin a été comblé et le bâtiment rénové et transformé en un bar dancing.
Les équipements et les aménagements actuels du Barachois ont vocation à évoluer après 2020. Un projet porté par la Région Réunion, la Cinor et la Ville de Saint-Denis propose de requalifier la voirie et les fonctions urbaines de l'espace en front de mer. Un débat public (printemps 2020), organisé par la CNDP, permettra de débattre du futur visage du Barachois.